# Rügerrieth

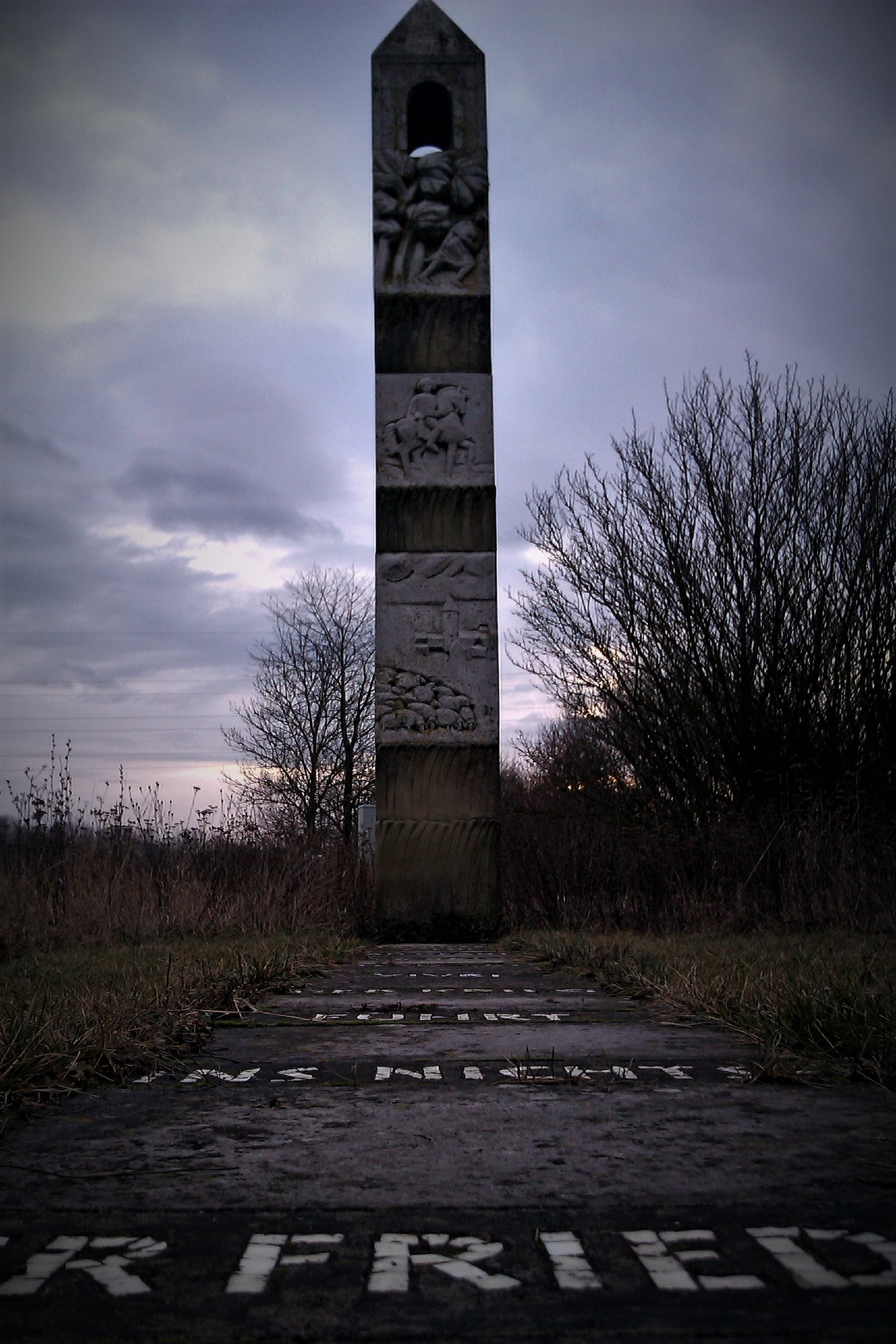
Flurdenkmal von Rügerrieth zwischen Mainbernheim, Obernbreit und Michelfeld, Unterfranken.

Rügerrieth (zumeist Das Rügerrieth genannt) ist eine Wüstung auf der Gemarkung der Stadt Mainbernheim im unterfränkischen Landkreis Kitzingen. Das Dorf wurde bereits im 15. Jahrhundert aufgegeben. Wahrscheinlich zwang die wirtschaftliche Lage die Bewohner zum Verlassen des Siedlungsplatzes. Bis heute wird allerdings ein Rügerriether Bürgermeister aus der Nachkommenschaft der ehemaligen Bewohner und der heutigen Eigentümer der Flur gewählt. Unter dem Namen Rügerriethsscheuer (auch Schafschauer) war das Rügerrieth zu Beginn des 20. Jahrhunderts für kurze Zeit ein Mainbernheimer Ortsteil.

## Geografische Lage
Die Wüstung liegt im äußersten Südwesten des Mainbernheimer Gemeindegebietes. Nördlich ist der sogenannte Erlachgraben zu finden, während im Osten das Gemeindegebiet des Marktes Willanzheim beginnt. Südlich erhebt sich die Willanzheimer Keltenschanze. Weiter im Süden beginnt mit dem Ortsteil Tiefenstockheim die Gemarkung von Seinsheim. Der Wüstung am nächsten liegt im Nordwesten Michelfeld. Die Flur Rügerrieth erinnert noch heute an das Dorf. Sie ist teilweise bewaldet.

## Geschichte

Rastplatz mit Feldkreuz im Bahndamm von Rügerrieth

Das Dorf Rügerrieth wurde erstmals im frühen 14. Jahrhundert als „villa rugriet“ (Dorf Rugriet) erwähnt. Dreißig Jahre später tauchte der Ort dann lediglich als „villula“, also Dörfchen in einer Urkunde auf. Im Jahr 1337 fand ein Berthold von Rügriet als Bürge Erwähnung. Das Urbar des Zisterzienserklosters Ebrach verzeichnete außerdem einige Einkünfte auf einen Hof des Konrad von Mainberg in „Rugerith“.
Spätestens 1356 war die Vogtei über das Dorf als Würzburger Lehen von den Herren von Mainberg erworben worden. 1362 erwarb Heinz von Mainberg die Güter „in dem dorffe (...) Ruggeriet“ vom Würzburger Domkapitel käuflich. Noch 1406 war Rügerrieth im Besitz des Jakob von Mainberg. Ohne Kenntnis der Quellen wechselte das Dorf dann vor 1456 den Besitzer. Nun waren die Herren von Seinsheim neue Dorfherren. Wahrscheinlich wurde die Siedlung von Erkinger VI. von Seinsheim erworben.
Bereits 1496 war das Dorf allerdings verlassen und lag als Wüstung öde. Die Menschen hatten vermutlich auf dem sumpfigen Gebiet des Ortes nicht genügend Anbauflächen gefunden und wichen – auch wegen der steigenden Zinspflichten gegenüber den Dorfherren – in die größeren Siedlungen der Umgebung, insbesondere Obernbreit und Mainbernheim, aus. Ähnlich wie bei Ostheim am Rennfurt entstand die Sage, das Dorf sei im Sumpf versunken.
Trotzdem bewirtschafteten die ehemaligen Bewohner ihre Dorfflur weiter. Nachfolgende Generationen erzählten die Legende, dass das Dorf erst während des Dreißigjährigen Kriegs untergegangen sei. Sogar der Zentknecht des Zentgrafen besuchte das wüste Dorf regelmäßig und rief im Beisein von zwei Schöffen zum Gerichtstag. Vermutlich entstammt auch der Ortsname „Rügerrieth“ dieser Tradition, denn „rügen“ bedeutete, ein Gericht abhalten.
Eine weitere Sage erzählt von einer Frau, die sich auf dem Gebiet des Dorfs Rügerrieth verirrt hatte. Sie war der Verzweiflung nahe, als sie in der Ferne die Kirchenglocken von Frickenhausen hörte. Aus Dankbarkeit schenkte sie daraufhin der Pfarrei Frickenhausen einige Äcker auf dem Gebiet von Rügerrieth. Die Pfarrer mussten sich allerdings verpflichten, einmal im Jahr an Pfingsten einen Gottesdienst auf der Flur abzuhalten. Diese Tradition wurde noch im 20. Jahrhundert gepflegt.
Im 19. Jahrhundert ließ die Stadt Mainbernheim die Ruinen des Dorfes endgültig abreißen. Die Nutzer der Rügerriether Flur wollten allerdings das Standortrecht weiterhin manifestieren. Sie ließen deshalb 1862 eine Scheune errichten und siedelten eine Schäferfamilie an. Das Bezirksamt Kitzingen unterstützte diese Ansiedlung. Auf Druck der Regierung von Unterfranken musste die Familie die Scheune bald darauf verlassen. Erst im 20. Jahrhundert war sie wieder besiedelt.
Die „Rechtler“ von Rügerrieth, Nachkommen der ehemaligen Eigentümer und Besitzer der Feldflächen, gaben sich im 20. Jahrhundert eine eigene Gemeindeverfassung, wonach der „Rügerriethsbürgermeister“ alle drei Jahre gewählt wird. Bis zu Beginn des 21. Jahrhunderts wurde diese Selbstverwaltung in kommunalen eigentumsbedingten Angelegenheiten gepflegt. Den Bürgermeisterposten bekleidet derzeit (Stand 2017) der Obernbreiter Ludwig Döppert. Inzwischen ist die Körperschaft der Rügerrieth-Bauern erloschen und der Heimat- und Kulturverein Rügerrieth übernimmt ihre Aufgaben. Der Bürgermeister ist heute lediglich Vorstand des Heimatvereins.

## Scheune und Denkmal

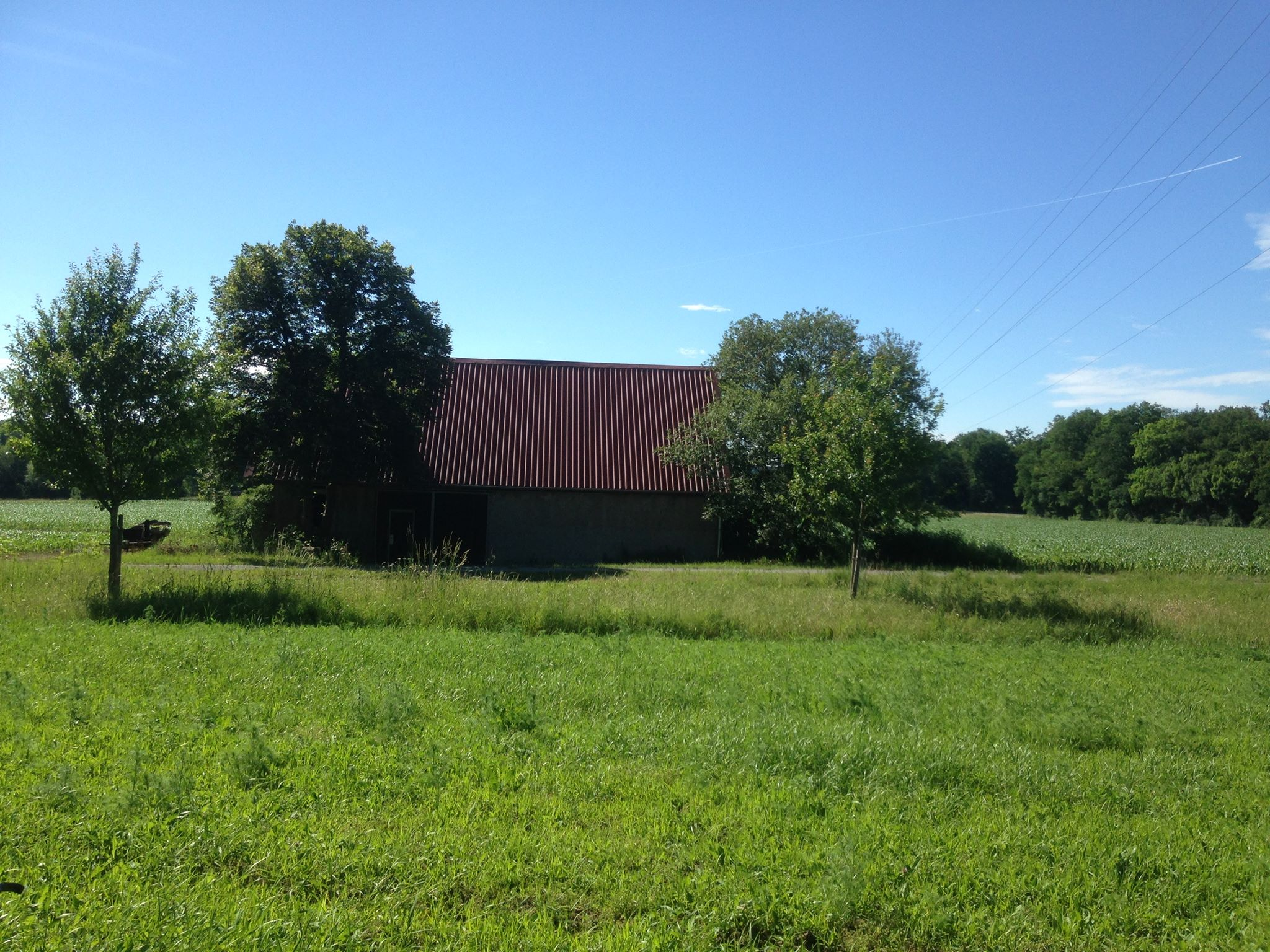
Scheune in Rügerrieth, Pfingstmontag 2016

Anders als bei vielen anderen Wüstungen sind heute auf der Flur von Rügerrieth noch bauliche Reste erhalten. Die Scheune bildete im 19. Jahrhundert die Grundlage für die Bewahrung der kommunalen Selbstständigkeit. Sie wurde im Jahr 2005 auch verwendet, um die „Wiedergeburt“ des versunkenen Dorfes nach der Flurneuordnung zu feiern. Die Pfarrer von Mainbernheim und Marktsteft tauften ein Kind in der Scheune. Heute ist die Scheune regelmäßig Ort von ökumenischen Gottesdiensten; 2017 wird sie mit einer Glocke ausgestattet.
Ebenfalls 2005 wurde ein Denkmal auf der Flur des Dorfs errichtet. Es erinnert an die französischen Kriegsgefangenen, die hier 1939 und 1940 in Zwangsarbeit eine Eisenbahnlinie bauen mussten. Die Reste des unvollendet gebliebenen Bahndamms, der in der Flur abrupt endet, sind noch erkennbar. Der Würzburger Künstler Thomas Reuter schuf eine Säule, auf der drei historische Szenen aus der Ortsgeschichte von Rügerrieth verewigt wurden. Die 3,90 m hohe Säule selbst erinnert an den Kirchturm des Dorfs.
Davor wurde das Motiv des Bahndamms aufgegriffen und eine weitere Säule zur Hälfte in der Erde versenkt. Darauf befindet sich eine Inschrift, die für Völkerverständigung wirbt und zum Frieden mahnt. Sie lautet: „La guerre mène au néant, la paix nous fait vivre – Der Krieg führt ins Nichts, der Frieden ins Leben“. Der Ort wird heute als Ort der Begegnung genutzt.